# Skepplanda landskommun
Skepplanda landskommun var en tidigare kommun i dåvarande Älvsborgs län.

## Administrativ historik
I samband med att 1862 års kommunalförordningar trädde i kraft inrättades denna landskommun i Skepplanda socken i Ale härad i Västergötland.
När 1952 års kommunreform genomfördes bildades den storkommun genom sammanläggning med den tidigare kommunen Hålanda landskommun.
1 januari 1974 uppgick kommunen i Ale kommun.

### Kyrklig tillhörighet
I kyrkligt hänseende tillhörde kommunen Skepplanda församling. Den 1 januari 1952 tillkom Hålanda församling. Dessa gick ihop 2010 att bilda Skepplanda-Hålanda församling.

## Geografi
Skepplanda landskommun omfattade den 1 januari 1952 en areal av 174,09 km², varav 166,72 km² land.

### Tätorter i kommunen 1960
I Skepplanda landskommun fanns den 1 november 1960 ingen tätort. Tätortsgraden i kommunen var då alltså 0,0 procent.

## Politik

### Mandatfördelning i valen 1938-1970
| 8 | 10 | 2 |

| 20 |

| 1 | 1 | 17 | 1 |

| 18 |

| 1 | 1 | 1 | 12 | 1 | 4 |

| 18 |

| 6 | 5 | 19 |

| 27 |

| 9 | 16 | 5 |

| 26 |

| 7 | 16 | 7 |

| 27 |

| 8 | 17 | 5 |

| 23 | 7 |

| 7 | 18 | 5 |

| 25 | 5 |

| 9 | 15 | 4 | 3 |

| 24 | 7 |

Kommunkoden 1952-1966 var 1519